# Jacques Naude

a Compétitions nationales et continentales officielles uniquement.

Dernière mise à jour le 26 mars 2017.
Jacques Naude (prononcé [node]), né le 1er janvier 1987 à Bellville, est un joueur sud-africain de rugby à XV qui évolue au poste de deuxième ligne.

## Biographie
Jacques Naude, de nationalité sud-africaine, présente des racines européennes remontant à plusieurs siècles. Ses ancêtres, la famille huguenote Naudé, quittent la France en 1652 avant de rallier l’Afrique du Sud depuis Berlin en 1712. Il passe son enfance dans son pays natal, étudiant dans l'université de Grey High School (en) où il pratique déjà le rugby à XV.
Il rallie en 2009 la France, terre de ses aïeux, et s'engage avec le club de Fédérale 1 du Limoges Rugby.
Il évolue par la suite en division professionnelle, en Pro D2 en 2011 avec l'US Dax. Il prolonge en 2012 pour une saison plus une optionnelle. Après une année, son contrat est renégocié en 2013, activant son année optionnelle et rajoutant une nouvelle saison optionnelle, Naude est nommé capitaine de l'équipe,. Il est arrêté une grande partie de cette saison après une blessure importante à l'épaule suivie d'une rechute rapide et d'un passage sur la table d'opération,.
Lors de l'intersaison 2015, après la relégation sportive de l'US Dax, il rejoint l'US Romans Péage.
Après sa carrière sportive, il déménage au Portugal et exerce dans le milieu de l'agriculture organique.

## Palmarès
- Championnat de France de 2e division :
  - Demi-finaliste : 2012 avec l'US Dax.